# Dryops luridus
Dryops luridus är en skalbaggsart som först beskrevs av Wilhelm Ferdinand Erichson 1847.  Dryops luridus ingår i släktet Dryops och familjen öronbaggar. Arten är reproducerande i Sverige. Inga underarter finns listade i Catalogue of Life.